# 1995 GJ
1995 GJ se cree que puede ser un objeto transneptuniano y/o cubewano de alta inclinación del cinturón de Kuiper en la región más externa del Sistema Solar, y en base a la distancia y brillo calculados se estima que tiene aproximadamente 175 kilómetros (108,7 mi) de diámetro. Es un planeta menor perdido que sólo ha sido observado seis veces en las noches del 3 al 4 de abril de 1995, por David Jewitt y Jun Chen en el Observatorio de Mauna Kea, Hawaii, utilizando el telescopio UH88, y no ha sido observado desde entonces. Se estima que el objeto fue descubierto justamente en el perihelio a una distancia de 39 ± 1900 AU desde el Sol. Se estima que la noche del descubrimiento el objeto se alejaba de la Tierra a 16 km/s con una incertidumbre poco realista de ± 238000 km/s (80% de la velocidad de la luz).

## Órbita
La órbita nominal de 1995 GJ sugiere que orbita el Sol a una distancia de 39 a 46 UA una vez cada 281 años con una excentricidad estimada de 0.09 y una inclinación de 23° con respecto a la eclíptica. Pero 1995 GJ tiene la mayor incertidumbre orbital posible y, por lo tanto, incertidumbres muy grandes en los elementos orbitales. Con un arco de observación de sólo un día, la órbita está tan mal limitada que resulta casi inútil. La excentricidad se indica como 0.09 ± 771, aunque en realidad será menor que 1.
Conocido también por sus bajas inclinaciones, este cubewano puede ser el primero de su tipo en tener una inclinación mayor a 20°. Pero como ha sido observado sólo 6 veces en una noche, 1995 GJ tiene numerosas órbitas que se ajustan a las incertidumbres en el conjunto de datos muy pequeño. 1995 GJ podría ser un objeto transneptuniano, un centauro o un asteroide del cinturón principal mucho más cercano y 100 veces más pequeño en diámetro. Por ejemplo, se pensaba que (392741) 2012 SQ31 (cuando tenía un arco de observación de un día) era un potencial planeta enano transneptuniano, pero ahora se sabe que es un pequeño asteroide del cinturón principal.
Utilizando la órbita con la excentricidad supuesta, 1995 GJ puede llegar a la oposición alrededor de mediados de marzo de cada año con una magnitud aparente de 22.9.
Hasta 2018, la incertidumbre de la distancia del objeto al Sol era de ± 160 trillones de km (17 años luz), medida poco realista.
| Fecha        | Incertidumbre en la disitancia hacia el Sol |
| ------------ | ------------------------------------------- |
| 1995-abril   | ± 730 mil millones de kilómetros            |
| 1995-mayo    | ± 1 billón de kilómetros                    |
| 1996-julio   | ± 10 billones de kilómetros                 |
| 2009-enero   | ± 100 billones de kilómetros                |
| 2026-febrero | ± 200 billones de kilómetros                |